# Leende dansmusik 92
Leende dansmusik 92 är ett studioalbum från 1992 av det svenska dansbandet Matz Bladhs.

## Låtlista
1. Kärleken ska segra
2. Min vita orkidé
3. Som en ängel
4. Tänk om världen vore min
5. Guenerina
6. De'e' ingen idé ida' Ida
7. Rosenkavalkad
8. Blue Blue Day
9. Som en liten sagofé
10. En sån underbar natt
11. Ge mig en dag
12. Du kom försent
13. Tror du på kärleken
14. I en grönmålad båt
15. Violer till mor